# Уилям Бар
Уилям Пелам Бар (на английски: William Pelham Barr) е американски политик от Републиканската партия.

## Биография
Уилям Бар е роден на 23 май 1950 година в Ню Йорк в еврейско-ирландско семейство на университетски преподаватели. През 1973 година завършва държавно управление и китаистика в Колумбийския университет, след което работи в Централното разузнавателно управление, като същевременно завършва право в Университета „Джордж Вашингтон“.
Работи като съдебен секретар (1977 – 1978), адвокат (1978 – 1982, 1983 – 1989), юридически сътрудник в администрацията на президента Роналд Рейгън (1982 – 1983). От 1989 година е в Департамента по правосъдие, където през 1991 – 1993 година достига до поста главен прокурор в администрацията на Джордж Буш.
През 1994 – 2008 година работи като юрист за телекомуникационната компания „Джи Ти И“ и погълналата я „Върайзън Комюникейшънс“. През 2009 – 2018 година е член на борда на директорите на „Тайм Уорнър“. През 2019 – 2020 година отново е главен прокурор в администрацията на Доналд Тръмп.